# Mistrzostwa Świata w Lekkoatletyce 1997 – rzut oszczepem mężczyzn
Rzut oszczepem mężczyzn – jedna z konkurencji rozegranych podczas lekkoatletycznych mistrzostw świata w roku 1997 na stadionie olimpijskim w Atenach.
Eliminacje rzutu oszczepem rozegrano w niedzielę 3 sierpnia. Finał odbył się dwa dni później – 5 sierpnia. Złoty medal zdobył reprezentant Republiki Południowej Afryki Marius Corbett. W konkursie brał udział jeden reprezentant Polski – Rajmund Kółko z wynikiem 74,98 nie awansował do finału zajmując odległe miejsce w eliminacjach.

## Rekordy
Tabela przedstawia najlepsze wyniki, które uzyskali zawodnicy na świecie, w Europie i Polsce oraz na dotychczasowych mistrzostwach świata.
| Rekord mistrzostw | Jan Železný   | 89,58 m | Göteborg, Szwecja | 13.08.1995 |
| Rekord świata     | Jan Železný   | 98,48 m | Jena, Niemcy      | 25.05.1996 |
| Rekord Europy     | Jan Železný   | 98,48 m | Jena, Niemcy      | 25.05.1996 |
| Rekord Polski     | Rajmund Kółko | 82,50 m | Ostrawa, Czechy   | 28.05.1997 |

## Eliminacje
Do zawodów przystąpiło 40 oszczepników reprezentujących 29 krajów. Sportowcy w rundzie eliminacyjnej zostali podzieleni na 2 grupy.
| * wyniki podawane w metrach |

### Grupa A
| Poz. | Zawodnik               | Reprezentacja     | Rezultat |
| ---- | ---------------------- | ----------------- | -------- |
| 1.   | Boris Henry            | Niemcy            | 83,42    |
| 2.   | Konstadinos Gatsiudis  | Grecja            | 83,32    |
| 3.   | Mick Hill              | Wielka Brytania   | 82,24    |
| 4.   | Gregor Högler          | Austria           | 81,54    |
| 5.   | Emeterio González      | Kuba              | 80,88    |
| 6.   | Marius Corbett         | Południowa Afryka | 80,72    |
| 7.   | Siergiej Makarow       | Rosja             | 80,62    |
| 8.   | Raymond Hecht          | Niemcy            | 79,38    |
| 9.   | Tom Pukstys            | Stany Zjednoczone | 78,64    |
| 10.  | Sami Saksio            | Finlandia         | 76,20    |
| 11.  | Pål Arne Fagernes      | Norwegia          | 75,66    |
| 12.  | Ēriks Rags             | Łotwa             | 75,06    |
| 13.  | Roald Bradstock        | Stany Zjednoczone | 74,92    |
| 14.  | Nick Nieland           | Wielka Brytania   | 74,52    |
| 15.  | Firas Zaal Al-Mohammed | Syria             | 74,04    |
| 16.  | Edgar Baumann          | Paragwaj          | 72,96    |
| 17.  | Aleksandr Fingert      | Izrael            | 69,74    |
| 18.  | Robert Teršek          | Słowenia          | 69,08    |
| 19.  | Vladimir Parfyonov     | Uzbekistan        | 62,48    |
| 20.  | Ponsianus Gnemen       | Indonezja         | 57,12    |

### Grupa B
| Poz. | Zawodnik            | Reprezentacja     | Rezultat |
| ---- | ------------------- | ----------------- | -------- |
| 1.   | Jan Železný         | Czechy            | 83,66    |
| 2.   | Steve Backley       | Wielka Brytania   | 81,40    |
| 3.   | Patrik Bodén        | Szwecja           | 80,88    |
| 4.   | Aki Parviainen      | Finlandia         | 80,76    |
| 5.   | Andriej Morujew     | Rosja             | 80,30    |
| 6.   | Terry McHugh        | Irlandia          | 77,90    |
| 7.   | Władimir Sasimowicz | Białoruś          | 77,38    |
| 8.   | Seppo Räty          | Finlandia         | 77,24    |
| 9.   | Andreas Linden      | Niemcy            | 75,90    |
| 10.  | Gavin Lovegrove     | Nowa Zelandia     | 75,62    |
| 11.  | Rajmund Kółko       | Polska            | 74,98    |
| 12.  | Dimítrios Polimérou | Grecja            | 74,94    |
| 13.  | Sergey Voynov       | Uzbekistan        | 74,32    |
| 14.  | Juan de la Garza    | Meksyk            | 71,98    |
| 15.  | Chu Ki-Young        | Korea Południowa  | 70,84    |
| 16.  | Bouna Diop          | Senegal           | 69,66    |
| 17.  | Pius Bazighe        | Nigeria           | 69,64    |
| 18.  | Ed Kaminski         | Stany Zjednoczone | 69,42    |
| 19.  | Adrian Hatcher      | Australia         | 69,18    |
| 20.  | Rigoberto Calderao  | Nikaragua         | 67,92    |

## Finał
| Pozycja | Zawodnik              | Odległość |
| ------- | --------------------- | --------- |
|         | Marius Corbett        | 88,40     |
|         | Steve Backley         | 86,80     |
|         | Konstadinos Gatsiudis | 86,64     |
| 4.      | Mick Hill             | 86,54     |
| 5.      | Siergiej Makarow      | 86,32     |
| 6.      | Boris Henry           | 84,54     |
| 7.      | Emeterio González     | 83,56     |
| 8.      | Aki Parviainen        | 82,80     |
| 9.      | Jan Železný           | 82,04     |
| 10.     | Gregor Högler         | 81,56     |
| 11.     | Andriej Morujew       | 81,38     |
| 12.     | Patrik Bodén          | 80,66     |